# Lgów (stacja kolejowa)
Lgów – zlikwidowana wąskotorowa stacja kolejowa w Lgowie na linii kolejowej Przybysław – Lgów, w powiecie jarocińskim, w województwie wielkopolskim, w Polsce. Przystanek należał do Jarocińskiej Kolei Powiatowej.